# Булатово (Красновишерский район)
Булатово — посёлок в Красновишерском районе Пермского края. Входит в состав Усть-Язьвинского сельского поселения.

## Географическое положение
Расположен примерно в 25 км к юго-западу от центра поселения, посёлка Усть-Язьва, и в 32 км к юго-западу от районного центра, города Красновишерск.

## Население
| 2010 |
| ---- |
| 522  |

## Улицы[2]
- Верхняя ул.
- Нижняя ул.
- Производственная ул.
- Центральная ул.
- Южная ул.

## Топографические карты
- Лист карты P-40-137,138 Курган. Масштаб: 1 : 100 000. Состояние местности на 1982 год. Издание 1988 г.